# ويليام هيليارد (ناشر)
ويليام هيليارد (بالإنجليزية: William Hilliard)‏ هو ناشر أمريكي، ولد في 1778، وتوفي في 1836.